# 威廉·劳埃德·加里森
威廉·劳埃德·加里森（William Lloyd Garrison，1805年12月10日—1879年5月24日）是一名美国基督徒、废奴主义者、记者和社会改革家。他于1831年创办了反奴隶制报纸《解放者》，一直出版到1865年宪法修正案废除了美国的奴隶制。他最初反主张非暴力运动，也不承认美国政府的有效性，在内战爆发后开始支持武装斗争和林肯政府。他是美国反奴隶制学会的创始人之一，提倡立即和无偿解放美国的奴隶。
加里森也支持妇女获得更多权利，这导致了废奴主义者中发生分裂。1870年代，加里森是妇女选举权运动的重要代言人。

## 早年

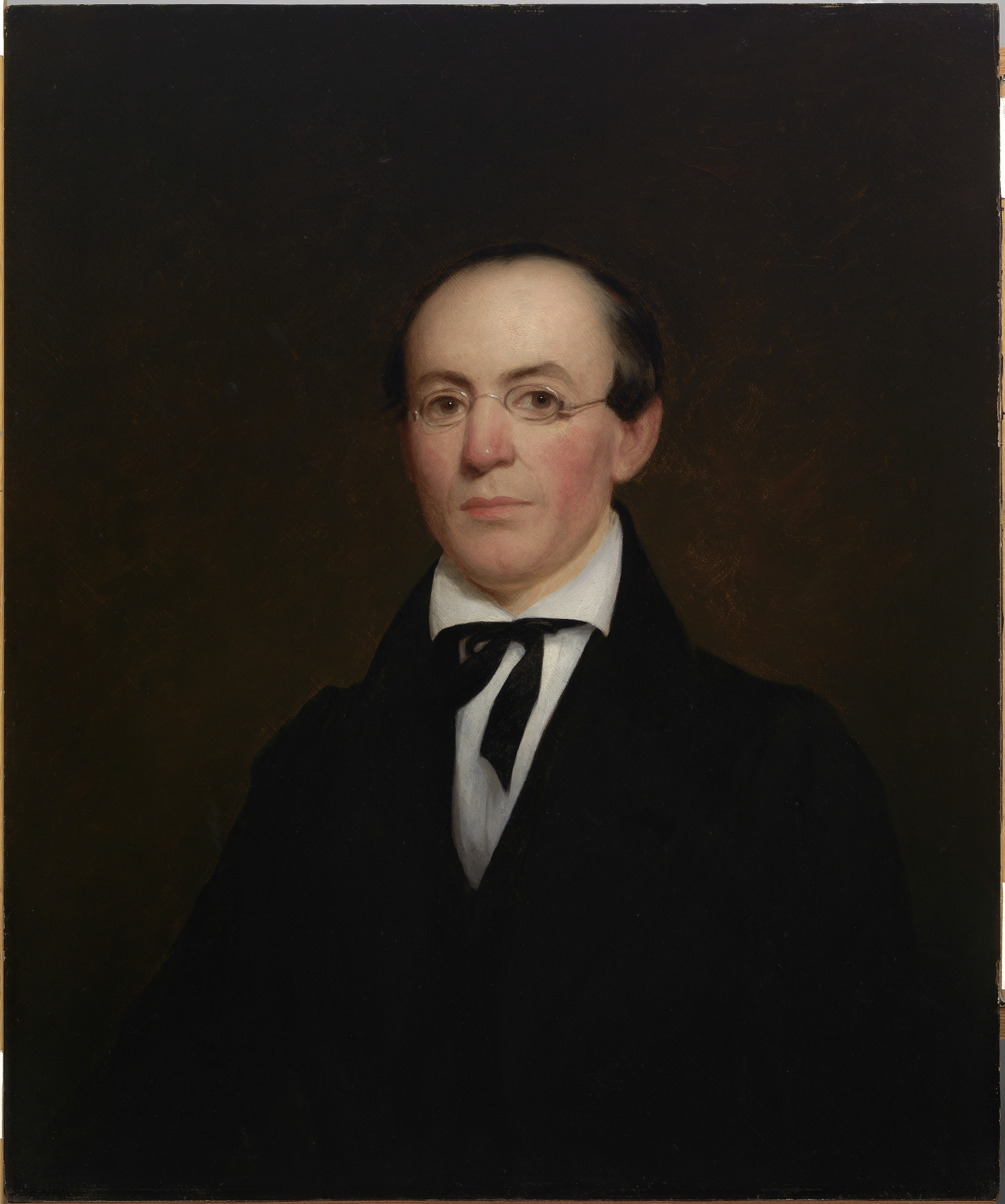
加里森像，纳撒尼尔·乔斯林绘，1833 年

加里森于1805年12月10日出生在马萨诸塞州的纽伯里波特的一个新不伦瑞克移民家庭。他的父亲阿比贾·加里森（Abijah Garrison）是一名商船船长，他于1806年举家迁往纽伯里波特。《1807年禁运法案》导致美国商业航运不景气，1808年老加里森离家出走。小加里森由母亲弗朗西丝·玛丽亚·劳埃德（Frances Maria Lloyd）养大，她身材高挑而美丽，是一名虔诚的教徒。她开始以自己的姓称呼儿子，后来加里森自己也基本不用父亲的姓，出版时将自己的名字印成“Wm. Lloyd”。其母于1823年在巴爾的摩去世。
加里森年轻时卖过自制的柠檬水和糖果，还做过木材搬运工。1818年，13岁的加里森开始在《纽伯里波特先驱报》担任排字工学徒。他很快就开始撰写文章，使用化名“阿里斯提德”。学徒期结束后，加里森成为纽伯里波特自由出版社（Newburyport Free Press）的编辑、出版人和老板，固定撰稿人之一是诗人和废奴主义者約翰·格林里夫·惠蒂埃。1828年，他被任命为波士顿《国家慈善家》（National Philanthropist）编辑，这是美国第一个提倡法律强制禁酒的期刊。
25岁时，加里森加入了反奴隶制运动，后来将他归功于 1826年长老会牧师约翰·兰金 (John Rankin ) 著作《奴隶制信函》( Letters on Slavery ) 的影响。他曾与美国殖民协会有一些联系，该协会主张减少美国黑人人口，把自由黑人“重新安置”到非洲西海岸的一个领土（今利比里亚）。1829年末至1830年末，因为受到废奴主义者威廉·J·沃特金斯影响，加里森意识到自己的错误并公开道歉，开始谴责所有试图重新安置黑人的人。

## 社会活动
1831年，加里森充分意识到出版物对政治变革的影响:750。他回到新英格兰，与朋友艾萨克·克纳普共同创办了反奴隶制周报《解放者》。
尽管加里森拒绝将暴力作为结束奴隶制的手段，但他的批评者认为他是一个危险的狂热分子，因为他要求立即彻底解放奴隶，而不向奴隶主提供补偿。在《解放者》出版仅仅七个月后，纳特·特纳在弗吉尼亚州的奴隶起义激起了南方对加里森的强烈抗议。北卡罗来纳州的一个大陪审团指控他散布煽动性材料，乔治亚州议会悬赏他5,000美元（相当于2023年的$152,600），希望逮捕他并移交该州进行审判。
除了出版《解放者》之外，加里森还在1832年1月组建新英格兰反奴隶制学会（New-England Anti-Slavery Society），到次年夏天，该协会已经拥有数十个附属机构和数千名成员。许多附属机构是由响应加里森呼吁参与废奴运动的妇女组织的。其中最大的是波士顿女性反奴隶制学会（Boston Female Anti-Slavery Society）。1833年，包括加里森在内的10个州的反奴隶主义者组建了美国反奴隶制学会（American Anti-Slavery Society，AAS）。
由于触动了蓄奴者的利益，1835年10月21日一伙暴徒包围了波士顿女性反奴隶学会所在的大楼，加里森本打算代替乔治·汤普森在这里发表讲话。但当暴徒得知汤普森不在大楼内时，他们开始大喊着要加里森出来。协调此事的市长西奥多·莱曼（Theodore Lyman）是一位坚定的反废奴主义者，但想避免流血事件，建议加里森从后窗逃走，并告诉人群加里森已经走了。然而暴徒还是发现并逮到了加里森，在他的腰上系了一根绳子，将他在街道上往波士顿公园拖行，要对其处以焦油和羽毛之刑。市长进行了干预，加里森被带到莱弗雷特街监狱（Leverett Street Jail）保护。暴徒们在加里森家门前竖起了绞刑架，并烧掉了他的肖像。

### 女权问题

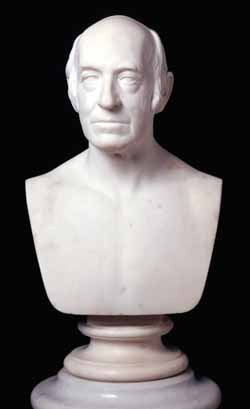
安妮·惠特尼制作的加里森胸像，1879 年，马萨诸塞州历史学会

1837年，来自七个州的女性废奴主义者在纽约召开会议，要求妇女也获得参与公共事务的权利。同年夏，安吉丽娜·格里姆克和莎拉·格里姆克姐妹在加里森的《解放者》上发表作品《给凯瑟琳·E·比彻的信》（Letters to Catherine E. Beecher）和《关于男女平等和妇女状况的信》（Letters on the Equality of the Sexes and Condition of Woman）对此作出回应。加里森在1837年12月宣布，《解放者》将最大限度地支持妇女的权利。
1840年，一些人不赞同加里森在反奴隶制运动中促进妇女权利，亚瑟·塔潘、路易斯·塔潘等人因此离开AAS，成立美国和外国反奴隶制学会（American and Foreign Anti-Slavery Society）。同年6月，伦敦举行的世界反奴隶制大会拒绝让美国女性代表就座，加里森、查尔斯·莱诺克斯·雷蒙德、纳撒尼尔·P·罗杰斯和威廉·亚当斯因此也拒绝就席。這場事件不僅將女權議題引入了英格蘭，也將吸引了未來的美國女權領袖伊麗莎白·凱迪·斯坦頓，她以旁觀者的身份與丈夫亨利·B·斯坦頓一起出席了大會。
加里森的《解放者》在整个1840年代都是妇女权利的主要倡导者。1849年2月，以加里森为首的人向马萨诸塞州议会递交了一份妇女选举权请愿书，这是美国立法机关受到的第一份此类请愿书。加里森在1850年5月30日召开的第一次全国妇女权利大会（National Woman's Rights Convention）上发挥了主导作用，他在该会议上的讲话中说，新运动应该将确保妇女选票作为主要目标。次年10月在伍斯特举行的全国代表大会上，加里森被任命为全国妇女权利中央委员会（National Woman's Rights Central Committee）执行委员，负责执行大会通过的计划、筹集资金、印刷会议记录和传单以及组织年度大会。

### 对待宪法
由于加里森认为美国宪法是支持奴隶制的，所以废奴主义者不应参与政治，但越来越多的废奴主义者希望组建一个反奴隶制政党。亨利·斯坦顿、赫里特·史密斯、查尔斯·特纳·托里和阿莫斯·A·菲尔普斯等人因此在1840年退出AAS，成立了自由党（Liberty Party）。
1854年7月4日，加里森公开烧毁了一份宪法，谴责它是“与死亡的盟约，与地狱的协议”（Covenant with Death, an Agreement with Hell）。但1855年加里森的思想发生转变，开始认为宪法可以用来反奴隶制，弗雷德里克·道格拉斯因此与他的分道扬镳。

### 内战后
美国废除奴隶制后，加里森于1865年5月宣布辞去美国反奴隶制学会主席职务，发布决议宣布反奴隶制斗争取得胜利并解散该学会。然而，该决议引发了一场激烈的辩论，他的老朋友温德尔·菲利普斯认为AAS的使命直到南方的黑人获得完全的参政和公民权才算完成。但加里森坚持认为，AAS的使命已经达成，新的使命最好由新的组织和新的领导层来处理。加里森没有得到其他成员支持，但还是辞去了职务回到波士顿的家中，并于1865年底将《解放者》停刊。在温德尔·菲利普斯的领导下AAS继续运作了五年，直到美利坚合众国宪法第十五条修正案通过。
1870 年，他与玛丽·利弗莫尔、托马斯·温特沃斯·希金森、露西·斯通和亨利·B·布莱克威尔一起成为妇女选举权报纸《妇女杂志》（Woman's Journal）的副主编。此外，他还曾担任美国妇女选举权协会（American Woman Suffrage Association）和马萨诸塞州妇女选举权协会（Massachusetts Woman Suffrage Association）的主席，活跃于1870年代新英格兰妇女选举权运动中。
1873年，他与弗雷德里克·道格拉斯和温德尔·菲利普斯和解，在美国妇女选举权协会组织的波士頓傾茶事件一百周年纪念活动上握手言和。1874年查爾斯·索姆奈去世时，一些共和党人提议加里森接替他的参议院席位，加里森以他在道德上反对在政府就职为由拒绝了。

## 晚年

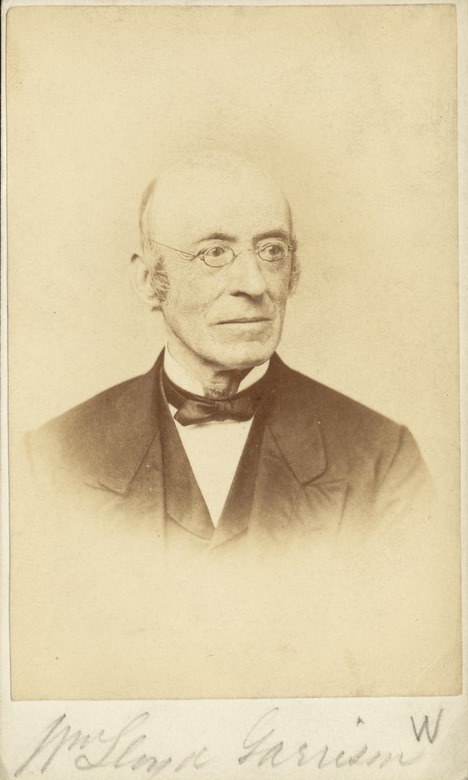
晚年的劳埃德加里森，藏于波士顿公共图书馆

加里森大多数时候在家里和家人呆在一起。他每周给孩子们写信，并照顾病情加重的妻子海伦。1863年12月30日，其妻中风，并于1876年1月25日因重感冒引发的肺炎去世。加里森悲痛欲绝。
加里森开始参加通灵术活动，希望能与海伦交流。他在1877年最后一次到访英国，会见了乔治·汤普森和其他的一些老朋友。

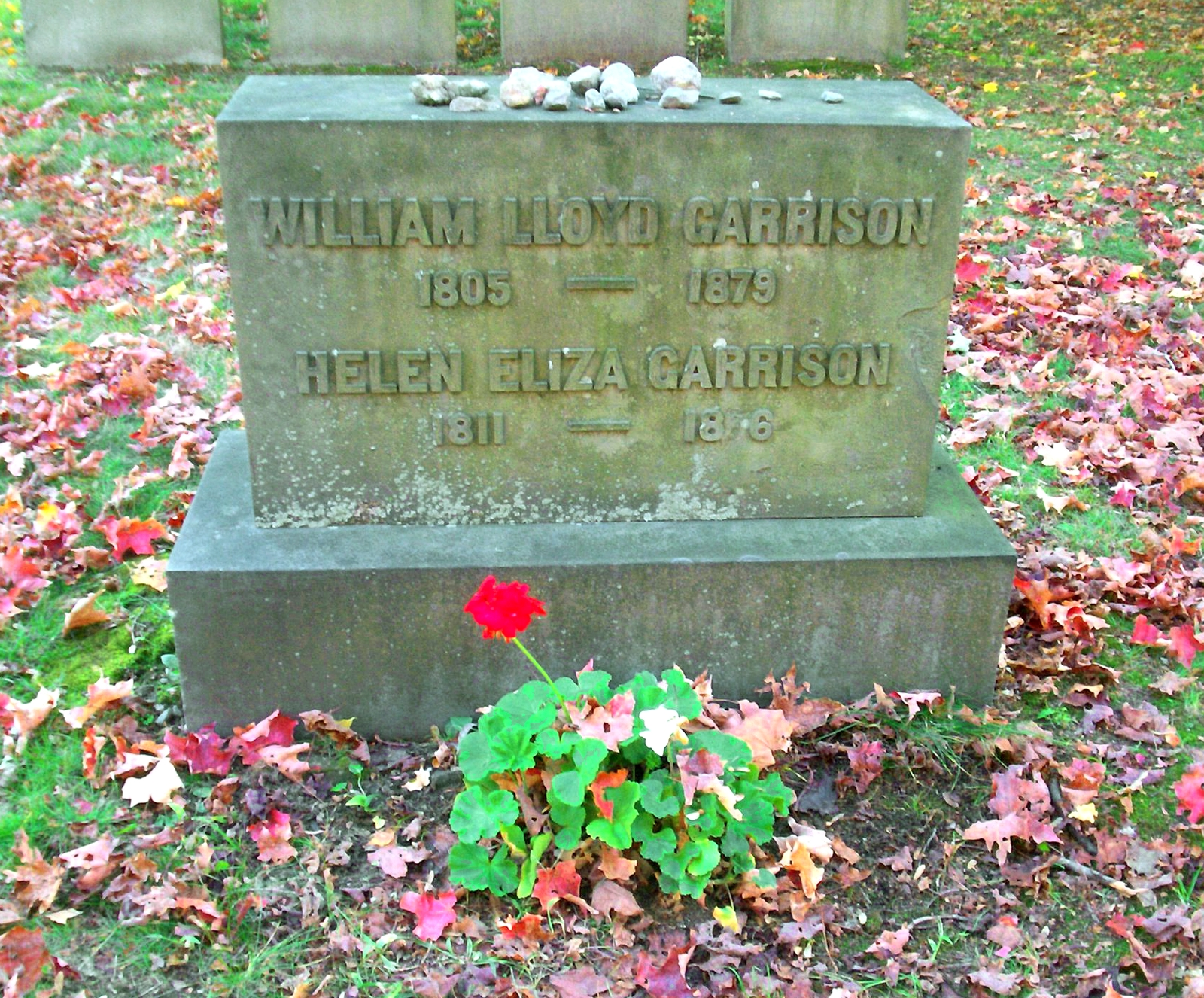
加里森之墓

由于肾病，加里森在1879年4月身体每况愈下。他搬到纽约与女儿一家住在一起。5月下旬，他的病情恶化，他的五个孩子赶忙跑去看他。他的孩子们为他演唱了他喜欢的赞美诗，而他则用手和脚打拍子。1879年5月24日，加里森失去知觉，在午夜前去世。
加里森于1879年5月28日被安葬在波士顿牙买加平原附近的森林山公墓。在公众追悼会上，西奥多·德怀特·韦尔德和温德尔·菲利普斯发表了悼词。八位废奴主义者，包括白人和黑人，担任他的护柩者。波士顿全境降半旗。弗雷德里克·道格拉斯在华盛顿特区一座教堂举行的追悼会上发表悼词，他说：“这个人了不起的地方在于他能够独自站在真理面前平静地等待结果。”

## 家庭
加里森的长子小威廉·劳埃德·加里森（William Lloyd Garrison, Jr., 1838-1909）是乔治主义、自由贸易、妇女选举权和废除排华法案的倡导者。他的次子温德尔·菲利普斯·加里森（Wendell Phillips Garrison ，1840-1907）在1865年至1906年期间担任《国家》的文学编辑。另外两个儿子（乔治·汤普森·加里森和弗朗西斯·杰克逊·加里森）是他的传记作者。他唯一的女儿海伦·弗朗西斯·加里森与亨利·维拉德结婚，外孙奥斯瓦尔德·加里森·维拉德成为了著名记者，美国全国有色人种协进会的创始成员。

## 遗产

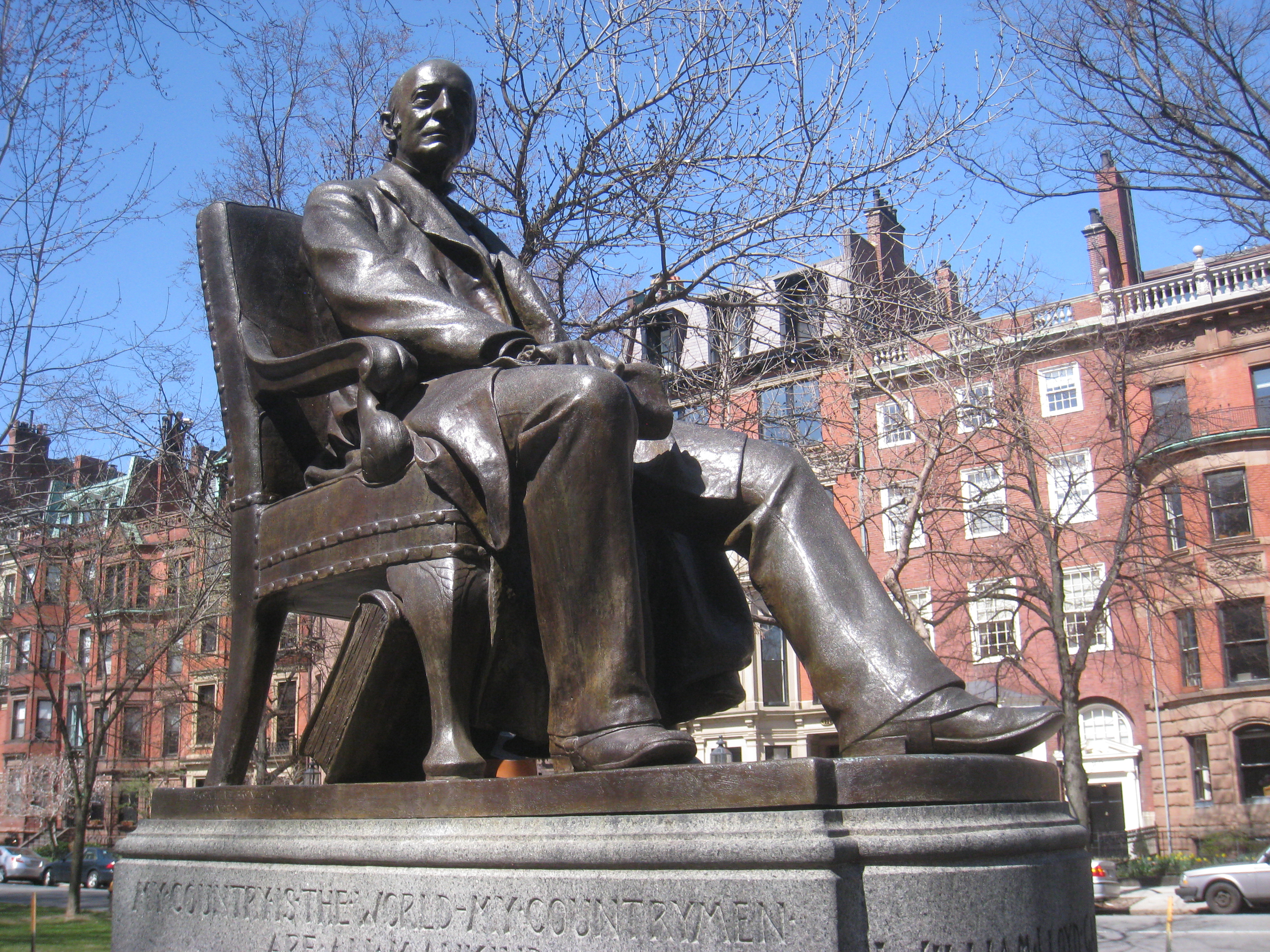
波士顿联邦大道的加里森纪念碑

列夫·托尔斯泰深受加里森和他同时代的阿丁·巴洛的作品的影响，他们基督教无政府主义的思想与托尔斯泰一致。托尔斯泰在1904年出版了加里森的小传，也经常在他的作品中提及加里森和他的作品。加里森和他的其他基督教无政府主义者的作品也直接影响了圣雄甘地和马丁·路德·金。 